# Paradox slabého mladého Slunce

Zářivý výkon, poloměr a teplota Slunce v závislosti na čase (v miliardách let) podle standardního modelu Slunce.

Paradox slabého mladého Slunce je problém, který otevřel popularizátor vědy Carl Sagan a George Mullen roku 1972. Modely Slunce předpovídají, že výkon Slunce postupně s časem roste, ovšem teplota Země by tak v počátcích musela být pod bodem mrazu, což odporuje geologickým nálezům indikujícím tekutou vodu na Zemi i Marsu té doby.

## Možná vysvětlení

### Oxid uhličitý
Skleníkový efekt oxidu uhličitého mohl zvýšit teplotu natolik, že by voda na Zemi mohla být v kapalném stavu. Uvažovalo se o parciálním tlaku oxidu uhličitého 10 atmosfér. Později se ukázalo, že tlak oxidu uhličitého byl pod 1 atmosférou, a tak nedostatečný. Mohl za tím být ale metan. Také nižší albedo díky mrakům a většímu podílu moří mohlo teplotu Země ovlivnit.

### Geotermální energie
V minulosti byl tepelný výkon Země, který je způsoben radioaktivním rozpadem prvků, větší než v současnosti. Muselo by však jít o vliv většího geotermálního gradientu a nikoli pouze o přímý vliv vyzařování tepla ze Země.

### Slapový ohřev
Větší slapový ohřev Země v minulosti z důvodu Měsíce, který byl blíže. Oteplení slapovým ohřevem by však dosáhlo maximálně jen 5 °C v době formování Měsíce, ale je třeba vysvětlit teploty vyšší i o více než 10 °C než předpovídá model vývoje Slunce.

### Aktivnější rané Slunce
Standardní model Slunce nemusí být správný a Slunce mohlo být v minulosti aktivnější. Napovídají tomu například meteority, ale i slabší kosmické záření na Zemi, které muselo aktivnější Slunce více odvracet. Řešilo by to i problém s tekutou vodou na Marsu, k čemuž tam skleníkové plyny nestačí. Slunce mohlo být zpočátku o pár procent hmotnější, jeho energetické ztráty větší a Země k těžšímu Slunci blíže. Větší ztráty vyžaduje i zpomalení rotace Slunce a naznačuje to i současná helioseimologie, že hmotnost Slunce mohla být původně o 7 % větší. To vyžadovalo masivní sluneční vítr.

## Jiné hypotézy
Dále například Alfred Wegener navrhl ideu rozpínající se Země, která by pomohla řešit problém slabého mladého Slunce.